# هلا بش (أغنية)
هلا بش هي أغنية للفنان عبد المجيد عبد الله، أنتجتها شركة روتانا عام 2010م في ألبوم يحتوي على هذه الأغنية الوحيدة. كاتب الأغنية هو الشاعر تركي وملحنها هو طارق محمد . من الجدير بالذكر أن الأغنية هي باللهجة التي يتكلم بها أهل الجنوب السعودي.

## وصلات خارجية
- مقال في جريدة الرياض حول الأغنية
- صفحة الأغنية على موقع روتانا